# Charles Rogier
Charles Latour Rogier, född 17 augusti 1800 i Saint-Quentin, Frankrike, död 27 maj 1885 i Saint-Josse-ten-Noode (Bryssel), var en belgisk politiker (liberal).
Rogier var en av ledarna vid Belgiska upproret 1830. Han var Belgiens premiärminister i tre omgångar, 20 oktober 1832–4 augusti 1834, 12 augusti 1847–31 oktober 1852 och 9 november 1857–3 januari 1868.
Rogier härstammade från en belgisk familj som hade flyttat till norra Frankrike. Hans far var officer i Franska armén och omkom i det ryska fälttåget 1812, varefter familjen flyttade till Liège där hans äldre bror Firmin Rogier var verksam vid universitetet. Även Charles Rogier studerade vid detta universitet och arbetade senare som advokat. Han grundade den politiska journalen Matthieu Laensberg (senare kallad Le politique) som var riktad mot holländarna. 1830 deltog han personligen i kampen mot holländarna i Bryssel och under den allmänna förvirringen i staden bildade Rogier, André-Edouard Jolly och Feuillen de Coppin de Falaën 24 september en provisorisk tremannastyrelse under namnet Commission administrative. Rogier var även ledamot av den sedan tillsatta provisoriska regeringen och verkade i kongressen först för Ludvig Filips och sedan för hertigen Ludvig Karl av Nemours tronkandidatur.
I juni 1831 blev han guvernör i Antwerpen och i oktober 1832 inrikesminister i Albert Joseph Goblet d'Alviellas kabinett. (På grund av att det unga belgiska regeringsarbetet bedrevs annorlunda vid denna tid räknar vissa Goblet d'Alviella och andra källor Rogier som premiärminister för denna period.) Han återvände 1834 till guvernörsposten i Antwerpen och vann mycket uppskattning under fem års tid på posten. Efter att 1840-1841 ha förvaltat departementet för undervisningen och offentliga arbeten i ministären Joseph Lebeau övertog han i representantkammaren ledningen av den liberala oppositionen. 1847-1852 var han premiärminister och inrikesminister, och Belgien hade till stor del honom att tacka för, att lugnet kunde bevaras under revolutionsåret 1848. Han genomdrev 1850 en skollag, som ställde mellanskolan under statens ledning och endast lämnade religionsundervisningen åt prästerskapet. 1857-1861 var Rogier för tredje gången premiärminister och inrikesminister. 1861 mottog han utrikesministerportföljen och ställde sitt land i gott förhållande till kejsare Napoleon III, med vilken han slöt 1861 års handelstraktat.
I januari 1868 utträdde han ur regeringen och inskränkte sig därefter till sin parlamentariska verksamhet, i vilken han småningom alltmer trädde tillbaka för det liberala partiets nye kraftige ledare, Walthère Frère-Orban. Vid jubelfesten 1880 till firandet av Belgiens 50-åriga självständighet var Rogier föremål för storstilade hyllningar. Han författade 1860 en ny version av nationalsången Brabançonne under namnet La nouvelle Brabançonne.

## Utmärkelser
- Statsminister i Belgien,  4 januari 1868[5]
- Storkors av Hederslegionen[7]
- Storkors av Leopoldorden[7]
- Belgiens järnkors[7]

[Redigera Wikidata]